# 골든스테이트 워리어스
골든스테이트 워리어스(영어: Golden State Warriors)는 미국 캘리포니아주 샌프란시스코를 연고지로 하는 NBA 서부 콘퍼런스 퍼시픽 디비전 소속된 프로농구 팀이다.
1946년 NBA의 전신인 BAA 소속으로 펜실베이니아주 필라델피아에서 창단했으며, 창단 첫 시즌인 1946-1947 시즌에 우승을 달성했다. 이는 BAA 창설 이후 첫 우승으로 NBA 사상 첫 번째 우승이다. 1962년에 연고지를 캘리포니아주 샌프란시스코로 이전하면서 팀 이름을 샌프란시스코 워리어스(영어: San Francisco Warriors)로 바꿨고, 1971년에 샌프란시스코 건너편의 오클랜드로 연고지를 다시 옮기면서 현 팀명인 골든스테이트 워리어스(영어: Golden State Warriors)를 사용 중이다. 샌프란시스코에 지어진 새 홈 구장 체이스 센터가 완공된 후, 2019년에 샌프란시스코로 연고지를 다시 옮겼다.
워리어스는 1946-1947 시즌, 1955-1956 시즌, 1974-1975 시즌, 2014-2015 시즌, 2016-2017 시즌, 2017-2018 시즌, 2021-2022 시즌 총 7번의 리그 우승을 차지한 경력을 보유하고 있다.

## 프렌차이즈 역사

### 창단 초기
워리어스는 1946년 BAA의 창립 멤버로 필라델피아 워리어스로 창단한다. 소유주는 피터 타렐과 스티븐 킴이었는데 이들은 미국 하키 리그 필라델피아 로키츠도 소유하고 있었다. 타렐은 감독이자 제너럴 매니저로 에디 고틀립을 선임했는데, 에디는 필라델피아 지역에서 오랜기간 농구 프로모터로 활동했다. 에디는 필라델피아 초창기 프로팀에서 팀 이름을 가져왔다.
워리어스는 워싱턴 레드스킨스와 클리블랜드 인디언스와 같이 미국의 아메리카 원주민의 이름을 따온 얼마 안되는 팀들 중 하나이다.

### 1946~1962: 필라델피아 워리어스
1946-47 시즌에 워리어스는 시카고 스태그스(영어: Chicago Stags)를 4승 1패로 물리치면서 우승한다.(BAA는 1949년에 NBA가 된다.) 고틀립은 1951년에 워리어스를 매입한다.
1955-56 시즌에 워리어스는 포트웨인 피스톤스를 4승 1패로 이기면서 다시 우승한다. 당시 워리어스의 스타선수는 훗날 명예의 전당 회원이 되는 폴 아리진, 톰 골라 그리고 네일 존스턴이었다. 1959년에 워리어스는 드래프트에서 지명한 윌트 체임벌린과 입단계약을 체결한다. ‘장다리 월트’로 알려진 체임벌린은 NBA 득점기록들을 갈아치우고 경기 방식을 바꾸면서 6번의 득점왕을 차지한다. 1962년 워리어스의 홈 경기로 열린 펜실베이니아주 허쉬에 있는 중립 경기장 경기에서 뉴욕 닉스(영어: New York Knicks)를 상대로 한 경기 100득점을 기록했다.

### 1962~1971: 샌프란시스코 워리어스
1962년 프랭클린 미울리는 팀의 지분 대부분을 매입하면서 프랜차이즈를 샌프란시스코 베이 에어리어로 이전하고 팀 이름도 샌프란시스코 워리어스(영어: San Francisco Warriors)로 변경한다.
1964~1965 시즌에 워리어스는 윌트 챔벌레인을 필라델피아 세븐티식서스(영어: Philadelphia 76ers)로 트레이드시켰으며 그 대가로 코니 더킹, 리 샤퍼, 폴 노이먼 그리고 현금 15만 달러를 받았지만, 시즌 17승만을 기록한다. 1965년 워리어스는 1라운드에서 릭 베리를 지명했는데, 베리는 신인왕이 되고 팀을 결승전으로 이끌었다.
1971년에 샌프란시스코 건너편의 오클랜드로 연고지를 옮겼다.

### 2009 ~ 2015: 커리,탐슨,그린,이궈달라 + 센터
2009년 데이비드슨 대학을 졸업한 신인 스테판 커리를 1라운드 7픽으로 지명한다. 이후에 침체기였던 팀을 스티브 커 감독이 커리 중심으로 짜맞추어 가면서, 슬슬 상위권으로의 도약을 준비해 나간다. 2012년 신인 드래프트에서 1라운드 전체 7위로 해리슨 반스를 지명한다. 페서스 에젤리는 전체 30위, 드레이몬드 그린은 전체 35위로 지명한다.
2012~2015 시즌까지는 커리,탐슨,반즈,그린은 붙박이 주전을 차지하고 리-보거트-에질리로 센터 계보가 이어진다. 이 기간 동안 팀은 파이널 우승을 하는 등 계속해서 좋은 성적을 낸다.
특히 2015~2016 시즌에는 정규시즌 73승 9패를 기록하며 조던이 이끌었던 1994~1995 시카고 불스의 72승10패의 기록을 뛰어넘어, NBA 역사에 한획을 그었다. 커리는 이 시즌에 한시즌 3점 성공개수 402개를 달성하며 또한번 자신의 신기록을 갈아치운다.( 이전 기록은 커리의 한 시즌 272개 ) 그러나 이 시즌 골든스테이트는 파이널에서 르브론 제임스의 클리블랜드 캐벌리어스에 4-3으로 패하며 파이널 우승을 가져오지 못하는 굴욕을 맛본다. 3-1로 우세를 가져갔던 시리즈를 3연패하며 빼앗긴 터에 스테판 커리 등의 선수들은 라커룸에서 눈물을 보였다.

### 2015 ~ 현재: 커리,탐슨,,그린 + 센터
2016~2017 시즌에 해리슨 반즈를 트레이드시키고 오클라호마시티 선더로부터 듀란트를 영입한 골든스테이트는 그야말로 NBA 최강의 팀으로 다시한번 거듭난다. 듀란트를 영입하면서 벤치자원은 약해졌다는 평가가 있지만, 곧바로 2016-2017 시즌 우승을 차지했고, 현재 2017~2018 시즌도 정규리그 서부 2위를 차지한 후 플레이오프에서 승리하여 NBA챔피언 자리를 되찾았다. 2018~2019 시즌에서도 현재 서부컴퍼런스 2위를 하는등 여러 활약을 하는중이며 현재 강력한 우승후보 팀이다.
NBA 역사상 가장 강력한 라인업으로 평가받고 있지만 골든스테이트 특유의 문제점인 주전센터의 부재는 고민거리이기도 하다. 종종 커리,탐슨,듀란트,이궈달라,그린으로 이루어지는 스몰라인업을 즐겨 사용하기도 한다.(빠른 속공전개, 커-탐-듀의 3점 퍼레이드로 상대의 혼을 빼놓는다)

## 역대 홈경기장

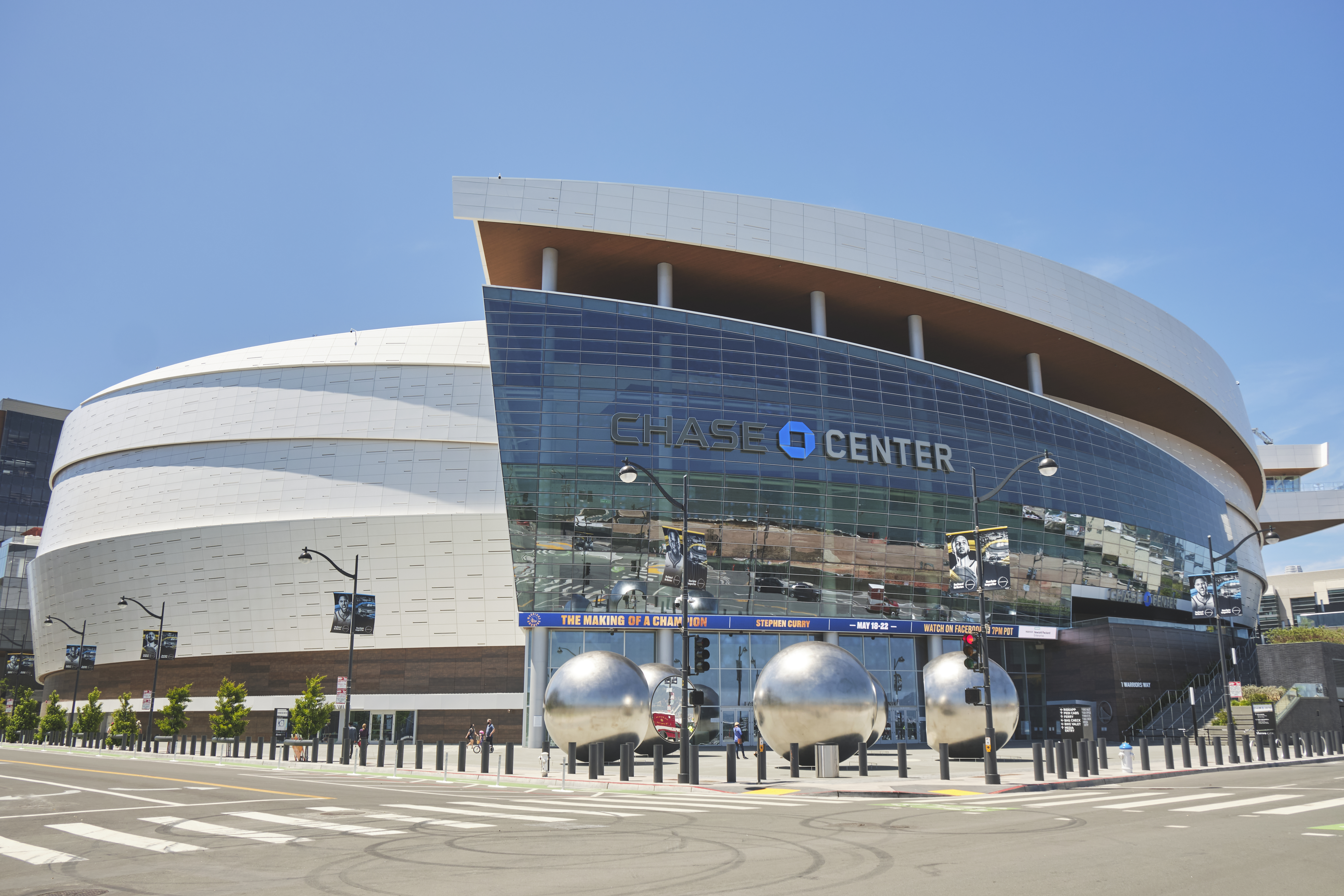
골든스테이트 워리어스의 홈경기장인 경기장 체이스 센터

| 경기장                                   | 사용기간                    | 수용인원 | 장소                      | 비고                                                                  |
| ---------------------------------------- | --------------------------- | -------- | ------------------------- | --------------------------------------------------------------------- |
| 필라델피아 워리어스                      |                             |          |                           |                                                                       |
| 필라델피아 아레나                        | 1946년~1962년               | 7,000명  | 펜실베이니아주 필라델피아 | 1952년부터 제2홈경기장                                                |
| 필라델피아 컨벤션 홀                     | 1952년~1962년               | 12,000명 | 펜실베이니아주 필라델피아 | 빈칸                                                                  |
| 샌프란시스코 워리어스                    |                             |          |                           |                                                                       |
| 카우 팰리스                              | 1962년~1964년 1966년~1971년 | 12,953명 | 캘리포니아주 데일리시티   | 빈칸                                                                  |
| 샌프란시스코 시빅 오디토리엄             | 1964년~1966년               | 7,000명  | 캘리포니아주 샌프란시스코 | 빈칸                                                                  |
| 워 메모리얼 김나지움                     | 1963년~1967년               | 5,300명  | 캘리포니아주 샌프란시스코 | 제2홈경기장                                                           |
| 골든스테이트 워리어스                    |                             |          |                           |                                                                       |
| 오클랜드-알라메다 카운티 콜리시엄 아레나 | 1966년~1996년               | 19,596명 | 캘리포니아주 오클랜드     | 빈칸                                                                  |
| 산호세 아레나                            | 1996년~1997년               | 18,500명 | 캘리포니아주 산호세       | 제2홈경기장                                                           |
| 오라클 아레나                            | 1997년~2019년               | 19,596명 | 캘리포니아주 오클랜드     | 더 아레나 인 오클랜드 (1997년~2004년) 오클랜드 아레나 (2004년~2006년) |
| 체이스 센터                              | 2019년~현재                 | 18,064명 | 캘리포니아주 샌프란시스코 | 빈칸                                                                  |

## 영구 결번
| 번호                  | 이름            | 포지션      | 활동 기간                    | 비고                                                                                                  |
| --------------------- | --------------- | ----------- | ---------------------------- | --- |
| 골든스테이트 워리어스 |                 |             |                              | |
| 6                     | 빌 러셀         | 센터        | 빈칸                         | NBA 최초로 전 구단 영구결번됨.                                                                        |
| 9                     | 안드레 이궈달라 | 가드/포워드 | 2013년~2019년 2021년 ~2023년 | 빈칸                                                                                                  |
| 11                    | 클레이 탐슨     | 가드/포워드 | 2011년~2024년                | 빈칸                                                                                                  |
| 13                    | 윌트 체임벌린   | 센터        | 1959년~1965년                | 빈칸                                                                                                  |
| 14                    | 톰 메쉬어리     | 포워드      | 1961년~1971년                | 빈칸                                                                                                  |
| 16                    | 앨빈 애틀리스   | 가드        | 1960년~1971년                | 1968년~1970년 코치 1970년~1980년 감독 1970년~1971년 감독 겸 선수 1980년~1983년 감독 1983년~1986년단장 |
| 17                    | 크리스 멀린     | 가드/포워드 | 1985년~1997년 2000년~2001년  | 2004년~2009년 단장                                                                                    |
| 24                    | 릭 배리         | 포워드      | 1965년~1967년 1972년~1978년  | 빈칸                                                                                                  |
| 35                    | 케빈 듀란트     | 포워드      | 2016년~2019년                | 빈칸                                                                                                  |
| 42                    | 네이트 서몬드   | 센터        | 1963년~1974년                | 빈칸                                                                                                  |

## 라이벌
- 로스앤젤레스 레이커스

## 같이 보기
- 골든스테이트 발키리스